# Târgu Trotuș (gmina)
Târgu Trotuș – gmina w Rumunii, w okręgu Bacău. Obejmuje miejscowości Târgu Trotuș, Tuta i Viișoara. W 2011 roku liczyła 4969 mieszkańców.